# Go Topless Day
El Go Topless Day (també conegut com a National Go Topless Day, International Go Topless Day) és un esdeveniment anual motivat per donar suport al dret de les dones per anar en topless en públic en igualtat de gènere. Les lleis sobre la llibertat d'anar en topless han estat molt celebrades i per això s'han estès les protestes allà on encara es prohibeix les dones de fer topless.

## Organitzador
L'esdeveniment anual va ser iniciat l'any 2007 per Go Topless, un grup de Nevada format per Claude Vorilhon, dirigent del moviment raëlià, una religió ufològica. GoTopless té capítols i esdeveniments de suport en varis països.
| «                 | Al igual que els homes poden anar en topless, les dones haurien de tenir el mateix dret constitucional o sinó els homes haurien de ser forçats a portar alguna peça de roba que tapés els seus pits. | » |
| — Claude Vorilhon | |   |

## Història
Go Topless Day es va fundar el dia que van arrestar Phoenix Feeley (Jill Coccaro), una activista del topless que va ser arrestat per fer topless en públic a Nova York l'any 2005. La ciutat de Nova York va resoldre a favor de Feeley per 29,000$ perquè el topless era legal allà.
El Go Topless Day es fixa el dia que caigui en el diumenge més pròxim al 26 d'agost, el Dia de la Igualtat de les Dones, ja que des d'aquell dia s'aprovà el sufragi femení l'any 1920 (l'any 1971 el Congrés dels EUA va declarar el dia per ser el Dia d'Igualtat de les Dones). L'esdeveniment anima les dones per anar en topless en públic, i els homes per cobrir els seus pits portant sostenidors o biquinis.

## Esdeveniments
L'any 2008 es va organitzar el primer Go Topless Day.
L'any 2009, el Go Topless Day es va celebrar el 23 d'agost als Estats Units.
L'any 2011, el Go Topless Day als Estats units va ser celebrat el 24 d'agost. Es van organitzar protestes d'homes i dones que van participar en actes a dotze estats dels EUA, incloent Califòrnia, Nova York i Carolina del Nord. Les dones que van participar en la celebració van utilitzar una mena de mugroneres plastificades de làtex per tapar-se els mugrons o pasties per cobrir el seu mugrons i evitar ser arrestades a causa de les lleis dins alguns estats que prohibien les dones mostrar la seva arèola i mugrons en públic. Com a senyal de protestar portaven cartells amb missatges com "Homes i dones tenen mugrons. Perquè les dones se'ls han de tapar els seus?" i "Igualtat del dret al topless per tothom o ningú". Molts homes es van unir a la manifestació portant sostenidors i biquinis per protestar contra l'arbitrarietat de la llei ja que a ells sí que els estava permès el topless, però per les dones estava prohibit anar en topless en públic.

L'any 2011, el Go Topless Day es va celebrar per primera vegada a Canadà. El Go Topless Day canadenc també es va celebrar a Toronto, Ontario, el dia 28 d'agost. Gairebé vint dones van anar en topless des de Queen Street East fins a Kew Beach damunt una camioneta mentre feien sonar a tot volum la cançó "Revolution" de The Beatles. Segons Diane Brisbois, portaveu de Go Topless Canada, "Això no és una competició de bellesa. És aproximament a la llibertat. Tenim suport; hi ha molts homes que venen als nostres esdeveniments també."
Les dones al Canadà van guanyar el correcte dret de mostrar els seus pits en públic el 1996 quan la Cort d'Apelació d'Ontario va resoldre el cas de Gwen Jacob el 1991 dient que "no hi ha res de degradant ni deshumanitzant" sobre la seva decisió per treure la seva camisa en públic."
L'any 2011, dones en topless van congregar-se a Bryant Park a la Ciutat de Nova York pel Go Topless Day, mentre els homes majoritàriament van observar. 30 ciutats van acollir manifestacions als Estats Units.
L'any 2013, el Go Topless Day als Estats Units va celebrar-se el 25 d'agost i va marcar el seu sisè aniversari. Hi va haver manifestacions a 40 ciutats. Homes que donaven suport a les protestes van participar també cobrint els seus pits d'home amb pasties i sostenidors.
L'any 2014, el Go Topless Dayals Estats Units es va celebrar el 24 d'agost. Siguent ja el 7è Go Topless Day anual.
L'any 2015, el Go Topless Day dels Estats Units va ser celebrat el 23 d'agost. Siguent el 8è Go Topless Day anual. A Edimburg, aproximadament 50 persones van protestar a la Royal Mile durant dues hores.
L'any 2026, el Go Topless Day dels Estats Units es va celebrar el 28 d'agost. Va ser el 9è Go Topless Day anual celebrat a la història.